# Аболтинь, Яков Яковлевич
Яков Яковлевич Аболтинь (латыш. Jēkabs Āboltiņš; 12 декабря 1927 года, Латвия — 21 июня 2006 года) — бригадир совхоза «Ауструми» Валмиерского района Латвийской ССР. Герой Социалистического Труда (1966).
Родился в 1927 году на территории современной Мазсалацской волости. С 1950 года — тракторист, бригадир тракторной бригады, начальник участка совхоза «Ауструми» Валмиерского района с центром в селе Ауструми (сегодня — Кошкеле).
Досрочно выполнил личные социалистические обязательства и плановые производственные задания Семилетки (1959—1965) по производству сельскохозяйственной продукции. Указом Президиума Верховного Совета СССР от 23 июня 1966 года удостоен звания Героя Социалистического Труда «за успехи, достигнутые в увеличении производства и заготовок пшеницы, ржи, гречихи и других зерновых и кормовых культур, а также высокопроизводительное использование техники» с вручением ордена Ленина и золотой медали Серп и Молот.
Умер в июне 2006 года.